# Charles Berling
Charles Berling (Saint-Mandé, 30 de abril de 1958) es un actor, director, arreglista, guionista y productor  francés.
Hijo de un médico de marina, es sobrino del crítico literario Raymond Picard y padre del actor Émile Berling. Estudió en el INSAS (Bruselas).

## Filmografía

### Películas
- 1982: Meurtres à domicile de Marc Lobet.
- 1985: Vacherie court métrage de François Christophe.
- 1993: Les Vaisseaux du cœur de Andrew Birkin.
- 1994: Just Friends de Marc-Henri Wajnberg.
- 1994: Dernier Stade de Christian Zerbib.
- 1994: Consentement mutuel de Bernard Stora.
- 1994: Petits Arrangements avec les morts de Pascale Ferran.
- 1994: Couples et amants de John Lwolf.
- 1995: Nelly et Monsieur Arnaud de Claude Sautet.
- 1995: Pullman paradis de Michelle Rosier.
- 1996: Love, etc. de Marion Vernoux.
- 1996: Ridicule de Patrice Leconte.
- 1997: Objesión.
- 1997: Nettoyage à sec de Anne Fontaine.
- 1997: Les Palmes de M. Schutz de Claude Pinoteau.
- 1998: La Cloche court métrage de Charles Berling.
- 1998: L'Inconnu de Strasbourg de Valeria Sarmiento.
- 1998: Ceux qui m'aiment prendront le train de Patrice Chéreau.
- 1998: L'Ennui de Cédric Kahn.
- 1999: Un pont entre deux rives de Frédéric Auburtin y Gérard Depardieu.
- 1999: Fait d'hiver de Robert Enrico.
- 2000: Une affaire de goût de Bernard Rapp.
- 2000: Berlin Niagara (Obsession), de Peter Sehr.
- 2000: Les Destinées sentimentales de Olivier Assayas.
- 2000: Stardom de Denys Arcand.
- 2000: Scènes de crimes de Frédéric Schoendoerffer.
- 2000: Demonlover de Olivier Assayas.
- 2000: Comédie de l'innocence de Raoul Ruiz.
- 2001: Les Âmes fortes de Raoul Ruiz.
- 2001: Un jeu d'enfants de Laurent Tuel.
- 2001: Comment j'ai tué mon père de Anne Fontaine.
- 2001: 15 août de Patrick Alessandrin.
- 2002: Cravate club de Frédéric Jardin.
- 2002: Filles perdues, cheveux gras de Claude Duty.
- 2003: Je reste ! de Diane Kurys.
- 2003: Père et fils de Michel Boujenah.
- 2004: Agents secrets de Frédéric Schoendoerffer.
- 2004: Le Soleil assassiné de Abdelkrim Bahloul.
- 2004: La Marche de l'empereur de Luc Jacquet, voix.
- 2004: Grabuge ! de Jean-Pierre Mocky.
- 2004: La Maison de Nina de Richard Dembo.
- 2004: Un fil à la patte de Michel Deville.
- 2005: J'ai vu tuer Ben Barka de Serge Le Péron.
- 2006: Je pense à vous de Pascal Bonitzer.
- 2006: L'Homme de sa vie de Zabou Breitman.
- 2006: Una verdad incómoda de Al Gore.
- 2008: Las horas del verano de Olivier Assayas.
- 2008: Caos calmo d'Antonello Grimaldi.
- 2008: Par suite d'un arrêt de travail... de Frédéric Andréi.
- 2008: Les Murs porteurs de Cyril Gelblat.
- 2010: La Revenante de Hélène Angel.
- 2010: Trader games de Fabrice Genestal.
- 2010: Insoupçonnable de Gabriel Le Bomin.
- 2016: Elle de Paul Verhoeven

### Televisión
- 1989: Condorcet de Michel Soutter.
- 1990: Monstre aimé de Frédéric Compain.
- 1992: La Femme à l'ombre de Thierry Chabert.
- 1995: Jules et Jim de Jeanne Labrune.
- 1997: Une femme à suivre de Patrick Dewolf.
- 2002: Jean Moulin d'Yves Boisset.
- 2005: Dalida de Joyce Bunuel.
- 2005: Permis d'aimer de Rachida Krim.
- 2005-2006: Inséparables de Elisabeth Rappeneau: Drôles de zèbres,  Tout nouveau, tout beau, Nouveaux Départs.
- 2007: Notable, donc coupable de Francis Girod y Dominique Baron.
- 2008: Myster Mocky présente: épisode Le Farceur  de Jean-Pierre Mocky.
- 2008: L'Abolition de Jean-Daniel Verhaeghe (2x90 mm): Robert Badinter.

## Teatro
Actor
- 1981: Ça de Sabra Ben Arfa, Charles Berling, Marie-Pierre Meinzel.
- 1981: Le Dibbouk de Shalom Anski, mise en scène Moshe Leiser.
- 1982: Passage Hagard
- 1983: Dernières Nouvelles de la peste de Bernard Chartreux.
- 1984: Entre chiens et loups de Christoph Hein.
- 1984: Les Orphelins de Jean-Luc Lagarce.
- 1984: Le Retour de Harold Pinter.
- 1985: L'École des femmes de Molière.
- 1986: Ce qui est resté d'un Rembrandt déchiré en petits carrés bien réguliers et jeté aux chiottes de Jean Genet.
- 1986: Le Parc de Botho Strauss.
- 1986: Les Voisins de Michel Vinaver.
- 1988: El público de Federico García Lorca.
- 1988: Le Perroquet vert de Arthur Schnitzler.
- 1988: Monstre aimé de Javier Tomeo.
- 1990: La Maman et la putain de Jean Eustache.
- 1990: Conversations d'idiots de Dominique Ducos.
- 1991: Une sale histoire de Jean-Noël Picq.
- 1992: L'Église de Louis-Ferdinand Céline.
- 1993: Les Marchands de gloire de Marcel Pagnol.
- 1993: Le Chasseur de lions de Javier Tomeo.
- 1993: De mes propres mains de Pascal Rambert.
- 1993: Le Bavard de Louis-René Des Forêts.
- 1995: Roberto Zucco de Bernard-Marie Koltes.
- 1995: L'Année des treize lunes de Rainer Werner Fassbinder.
- 1996: La Cour des comédiens de Antoine Vitez.
- 1996: Ordure de Robert Schneider.
- 1997: L'Histoire du soldat de Igor Stravinsky.
- 1998: Edipo rey de Sófocles.
- 2001: Cravate club de Fabrice Roger-Lacan.
- 2002: Voyage en Afrique de Jacques Jouet.
- 2004: Hamlet de William Shakespeare.
- 2005: Caligula de Albert Camus.
- 2008: Fin de partie de Samuel Beckett.

Puesta en escena
- 1986: Succubations d'Incubes des A.P.A. (Acteurs, Producteurs, Associés).
- 1996: Ordure de Robert Schneider, Théâtre national de Strasbourg.
- 2005: Caligula de Albert Camus, Théâtre de l'Atelier.
- 2005: Pour ceux qui restent de Pascal Elbé, Théâtre de la Gaîté Montparnasse.
- 2008: Fin de partida de Samuel Beckett, Théâtre de l'Atelier.

## Premios
- Candidato al Oscar al mejor actor en 1995, 1997, 1998, 1999 y 2001.
- Premio Lumière al mejor actor en 1997 por Ridicule.
- Étoile d'or du premier rôle masculin, L'Ennui, 1999.